# Tobias Rösch
Tobias Rösch OSB (* 16. September 1585 in Epfenhofen; † 29. Juli 1638 in Offenburg) war ein Benediktiner der Abtei St. Blasien, Theologe, Dozent an der Universität Salzburg und Abt von Schuttern.

## Leben
1603 erscheint Tobias bei den Benediktinern in St. Blasien. 1607 empfing er die niederen Weihen. Er hatte bereits in Fulda und in Dillingen am Collegium St. Hieronymi Humaniora und Philosophie bei den Jesuiten studiert, als ihn der Abt Martin Meister 1609 im Alter von 24 Jahren an das Pontificium Collegium Germanicum et Hungaricum de Urbe in Rom sandte, wo er 1611 die Priesterweihe empfing. Mit ihm studierten seine Blasianer Mitbrüder Martin Steineck aus Tiengen und Bartholomäus Weiler. Nach fünf Jahren kehrte er zurück und lehrte in der Klosterschule und danach an der von Erzbischof Markus Sitticus neugegründeten Universität Salzburg Theologie. Den Ruf zum Rektor 1622 lehnte er jedoch ab und wurde am 8. März 1624 zum Abt des Klosters in Schuttern gewählt. Seine Abtei wurde während des Dreißigjährigen Krieges mehrfach von fremden Truppen besetzt. So kamen 1627 Mansfeld´sche und Baden-Durlach´sche Truppen und 1631 schwedische Truppen unter Gustav II. Adolf. Die Mönche flohen, das Kloster wurde ruiniert. Abt Tobias Rösch starb 1638 im Offenburger Exil bei den Franziskanern im Kreise seiner Mitbrüder.

## Wappen
Sein Abtswappen zeigt ein halbes Mühlrad, welchem in der Mitte ein Abtsstab mit einem Stern aufsteht.